# Anay Tejeda
Anay Tejeda (ur. 3 kwietnia 1983) – kubańska lekkoatletka, płotkarka.

## Osiągnięcia
- brązowy medal mistrzostw świata juniorów młodszych (bieg na 100 metrów przez płotki Bydgoszcz 1999)
- złoto mistrzostw świata juniorów (bieg na 100 metrów przez płotki Kingston 2002)
- brąz halowych mistrzostw świata (bieg na 60 metrów przez płotki Walencja 2008)
- 4. miejsce na halowych mistrzostwach świata (bieg na 60 metrów przez płotki Doha 2010)

Tejeda dwukrotnie reprezentowała swój kraj na igrzyskach olimpijskich, podczas igrzysk w Atenach w 2004 odpadła w eliminacjach, 4 lata później w Pekinie nie ukończyła biegu półfinałowego.
Jest również medalistką wydarzeń sportowych w konkurencji biegu sztafet 4 × 100 m, m.in. brązową medalistką igrzysk panamerykańskich z Rio de Janeiro.

## Rekordy życiowe
- bieg na 100 metrów przez płotki – 12,61 (2008) rekord Kuby
- bieg na 50 metrów przez płotki – 6,83 (2010) rekord Kuby
- bieg na 60 metrów przez płotki – 7,90 (2008) rekord Kuby